# De heilige Lodewijk van Toulouse kroont Robert van Anjou
De heilige Lodewijk van Toulouse kroont Robert van Anjou (Italiaans: San Ludovico di Tolosa che incorona Roberto d'Angiò) is een schilderij van Simone Martini, dat hij rond 1317 schilderde. Sinds 1927 maakt het deel uit van de collectie van het Museo di Capodimonte in Napels. Het is een van de vroegste werken in de Italiaanse kunst met een realistische afbeelding van een nog levend persoon, Robert van Anjou.

## Voorstelling
Robert van Anjou was de derde zoon van Karel II van Napels en Maria van Hongarije. Hij kon in 1308 zijn vader opvolgen als koning van Napels.  Zijn oudste broer, Karel Martel van Anjou, was al in 1295 gestorven en de tweede broer Lodewijk deed afstand van de troon. Lodewijk had zich aangesloten bij de spiritualen, de radicale stroming binnen de Orde van de Franciscanen die de armoederegel van Franciscus van Assisi strikt wilde navolgen. Alleen onder grote druk aanvaardde hij de bisschopszetel van Toulouse. Nadat hij in 1297 in armzalige omstandigheden stierf, wendde Roger van Anjou zijn invloed aan om zijn broer heilig te laten verklaren. Hierin slaagde hij 1317. Het Napolitaanse huis Anjou had nu zijn eigen heilige, die Robert graag inzette om zijn politieke aspiraties te onderstrepen.  
Een uitwerking hiervan is het schilderij dat Martini rond 1317 maakte. Het bruine franciscaner habijt van de heilige gaat bijna geheel schuil onder de schitterende, paarse koormantel, een duidelijke afwijzing van de ascetische levensstijl van Lodewijk. In zijn rechterhand houdt hij een bisschopsstaf vast; met de andere plaatst hij een kroon op het hoofd van zijn broer, die geknield voor hem zit. Tegelijkertijd houden twee zwevende engelen een grotere kroon boven de mijter op het hoofd van de heilige. Oorspronkelijk waren op het schilderij echte edelstenen aangebracht. In de gesp die de mantel bijeen houdt, is hiervan nog iets terug te zien.
Voor Robert van Anjou was het erg belangrijk om de goddelijk zegen over zijn koningschap te laten zien. Karel Robert, oudste zoon van Karel Martel, maakte immers ook aanspraak op de troon van Napels. Er bestaat een opvallende gelijkenis tussen het schilderij en het standbeeld van Karel van Anjou dat die enkele decennia eerder van zichzelf had laten maken. Beide telgen uit het huis Anjou zijn frontaal afgebeeld, zittend op een zetel versierd met leeuwen, terwijl ze de voorwerpen van hun macht vasthouden. Lodewijk is ook eerder afgebeeld als een koning, dan als de franciscaner monnik die hij graag wilde zijn.
Het altaarstuk maakt ook op andere manieren zijn politieke betekenis duidelijk. In de eerste plaats door de overal terugkerende fleur-de-lys. Karel van Anjou, de grootvader van Robert, was de jongste zoon van Lodewijk VIII van Frankrijk en de Angevijnse heersers in Zuid-Italië hadden het dynastieke icoon van de Franse monarchie overgenomen. Het keert terug op de kleding, de kronen, in de gouden achtergrond en in diep reliëf op de blauwe lijst. Op de mantel van Lodewijk komen ook het rood en wit van het Wapen van Hongarije veelvuldig terug. Op de gesp en op de kleding van Robert is een laatste belangrijk symbool te zien, een deel van het wapen van het koninkrijk Jeruzalem, waarop Robert van Anjou aanspraak maakte. Het schilderij toont zo de volle wijdte van zijn territoriale ambities.
Op de predella beeldde Martini vijf scènes uit het leven van Lodewijk af. Dit was geen eenvoudige opgave, omdat er nog geen iconografie bestond voor de heilige, die deze status immers net had bereikt. Van links naar rechts zijn te zien: 
- Lodewijk accepteert het bisdom Toulouse
- Lodewijk legt publiekelijk de franciscaner geloften af
- Lodewijk wast de handen van de armen en bedient hen aan tafel
- De dood van de heilige
- Lodewijk brengt een jongen opnieuw tot leven.

## Herkomst
Het schilderij heeft lang in de kapel van de heilige Antonius in de San Lorenzo Maggiore gehangen. Pas in 1927 verhuisde het naar het museum.

## Afbeeldingen

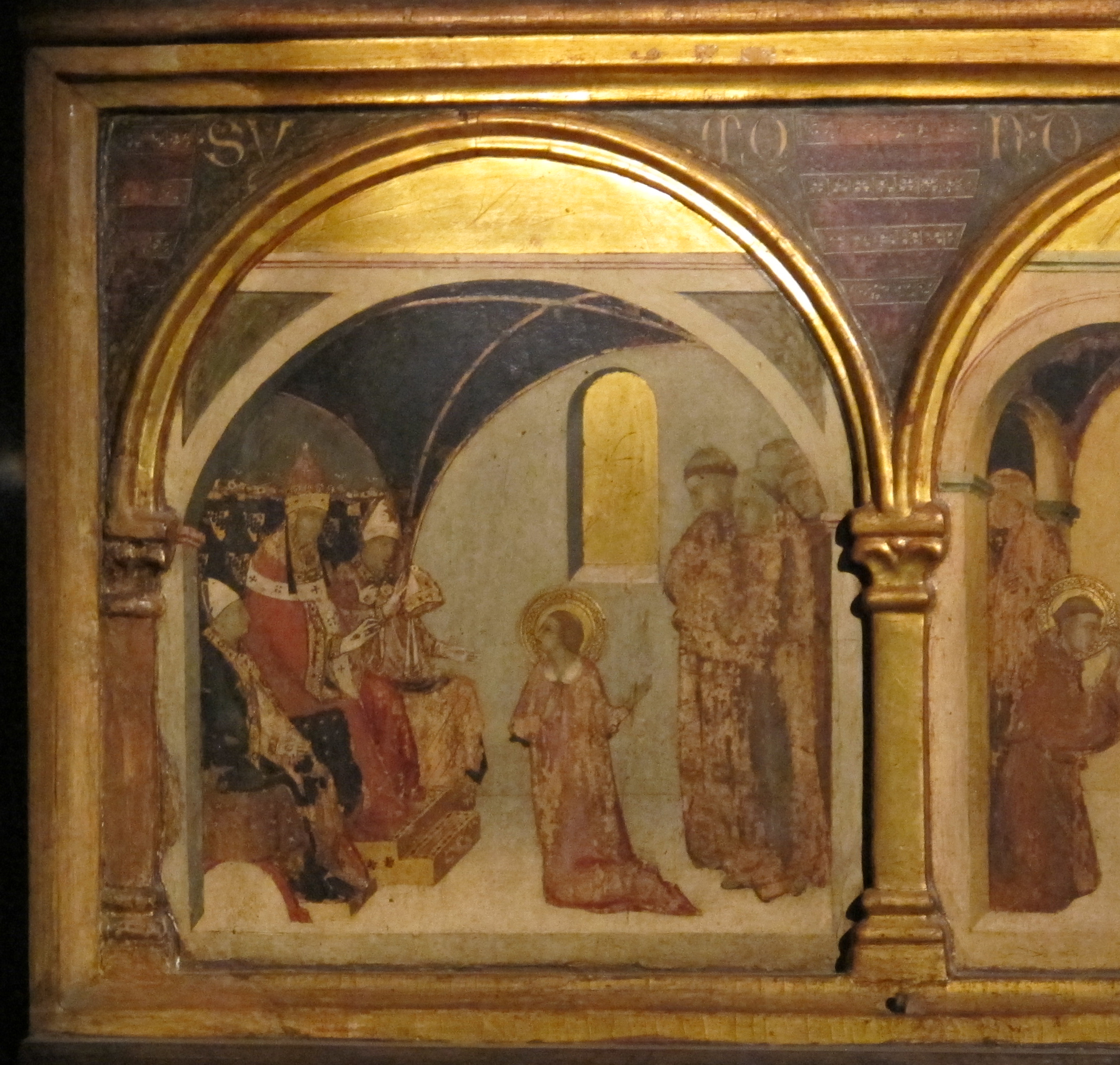
Lodewijk accepteert het bisdom Toulouse
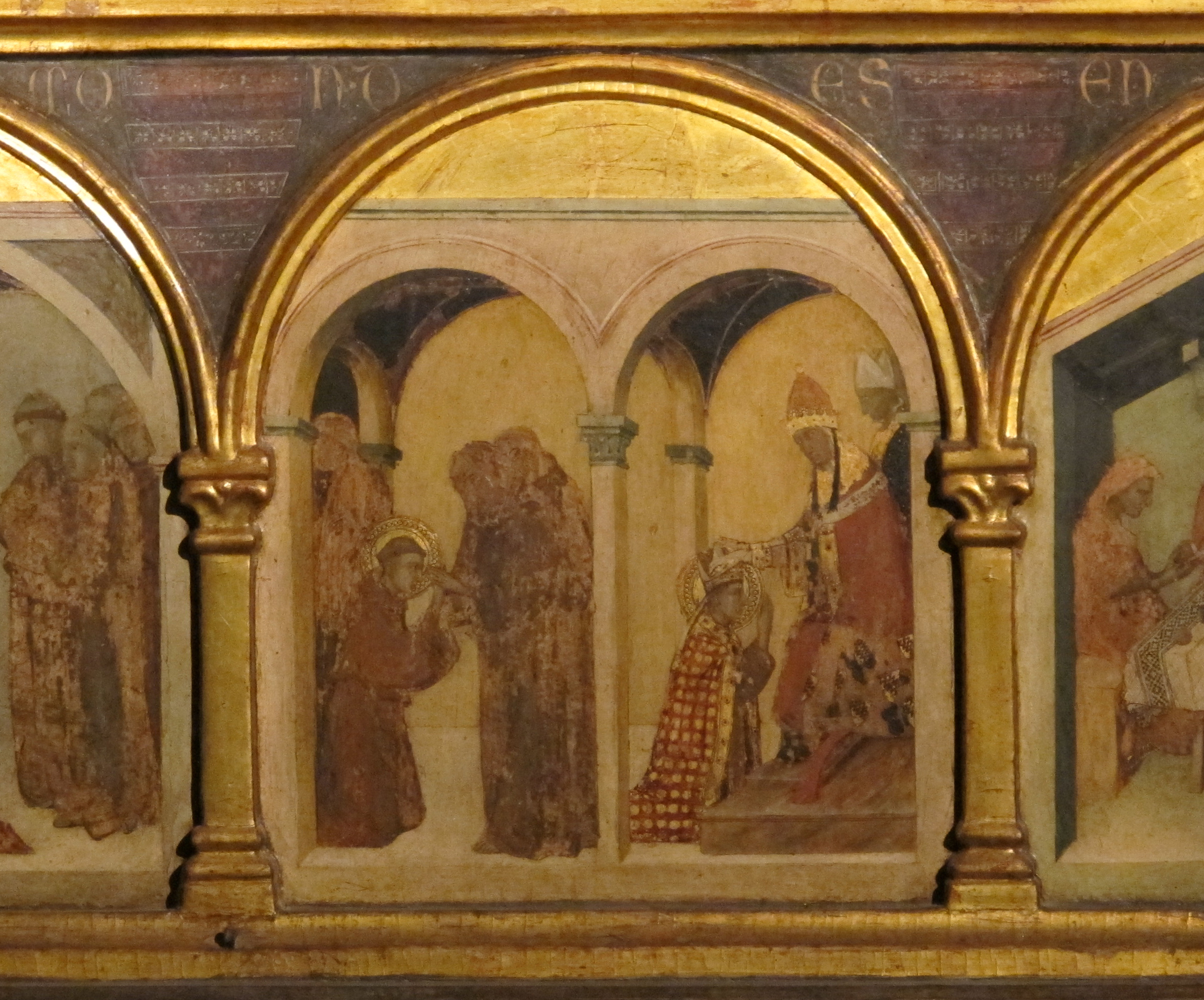
Lodewijk legt publiekelijk de franciscaner geloften af
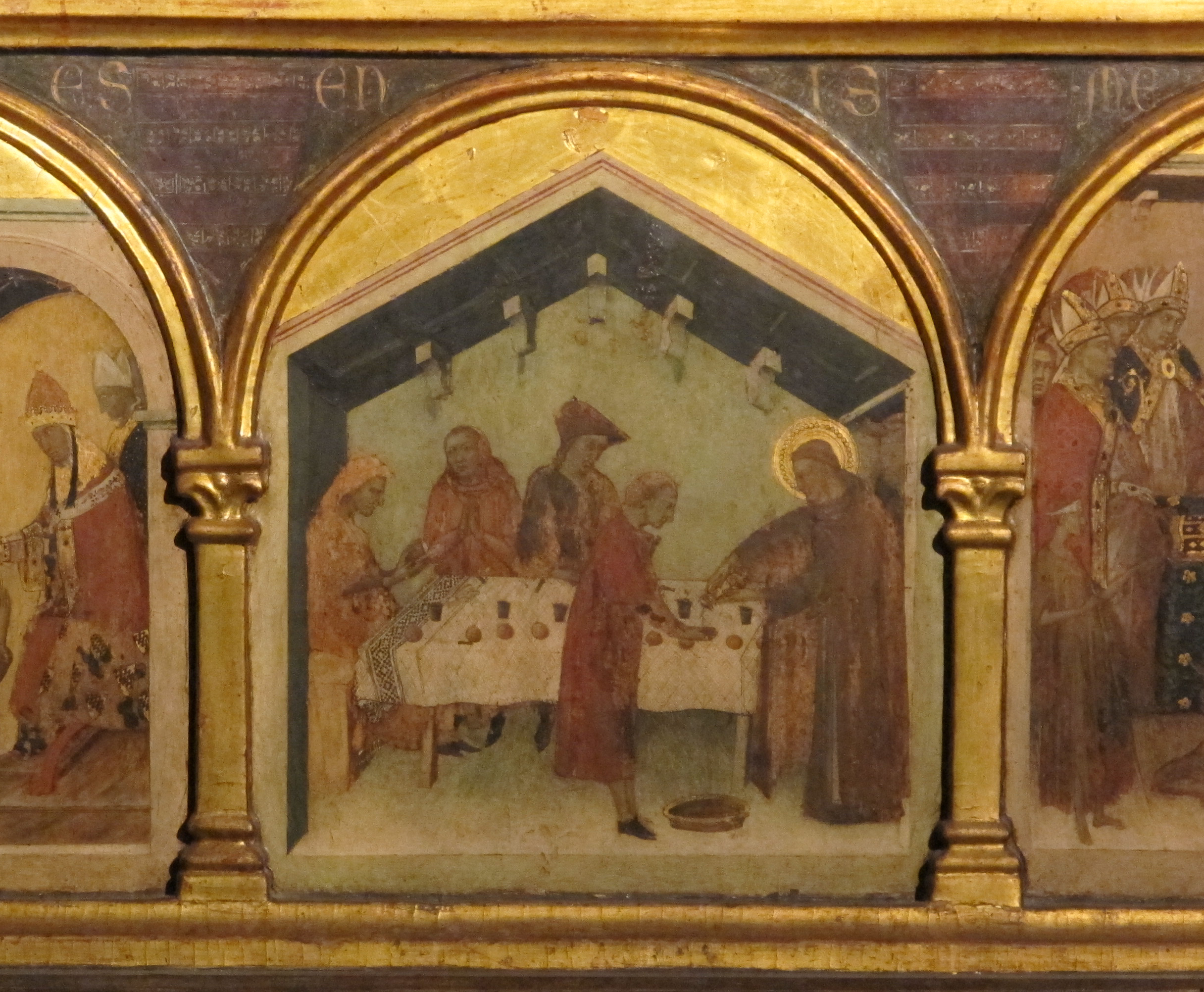
Lodewijk wast de handen van de armen en bedient hen aan tafel
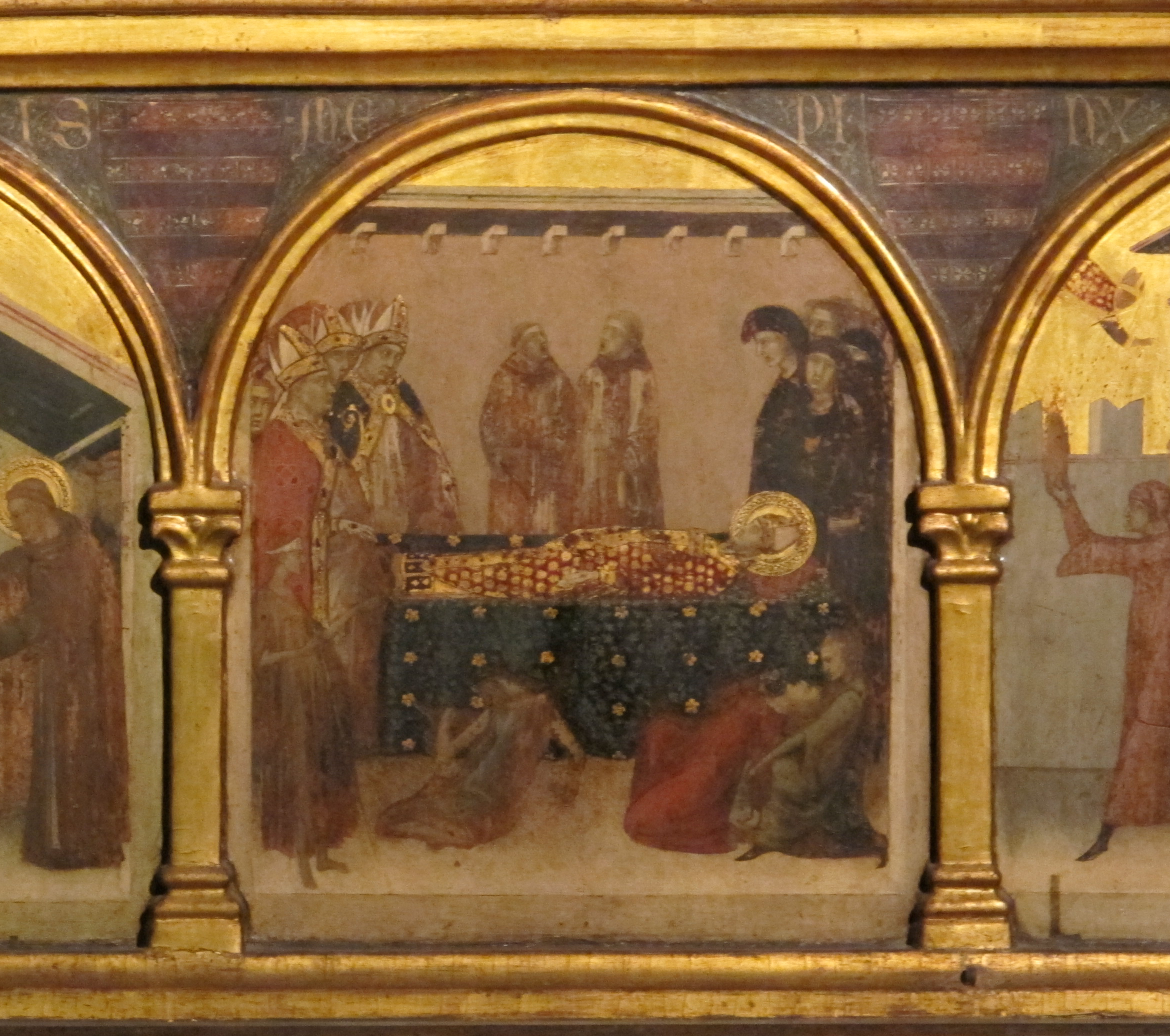
De dood van de heilige
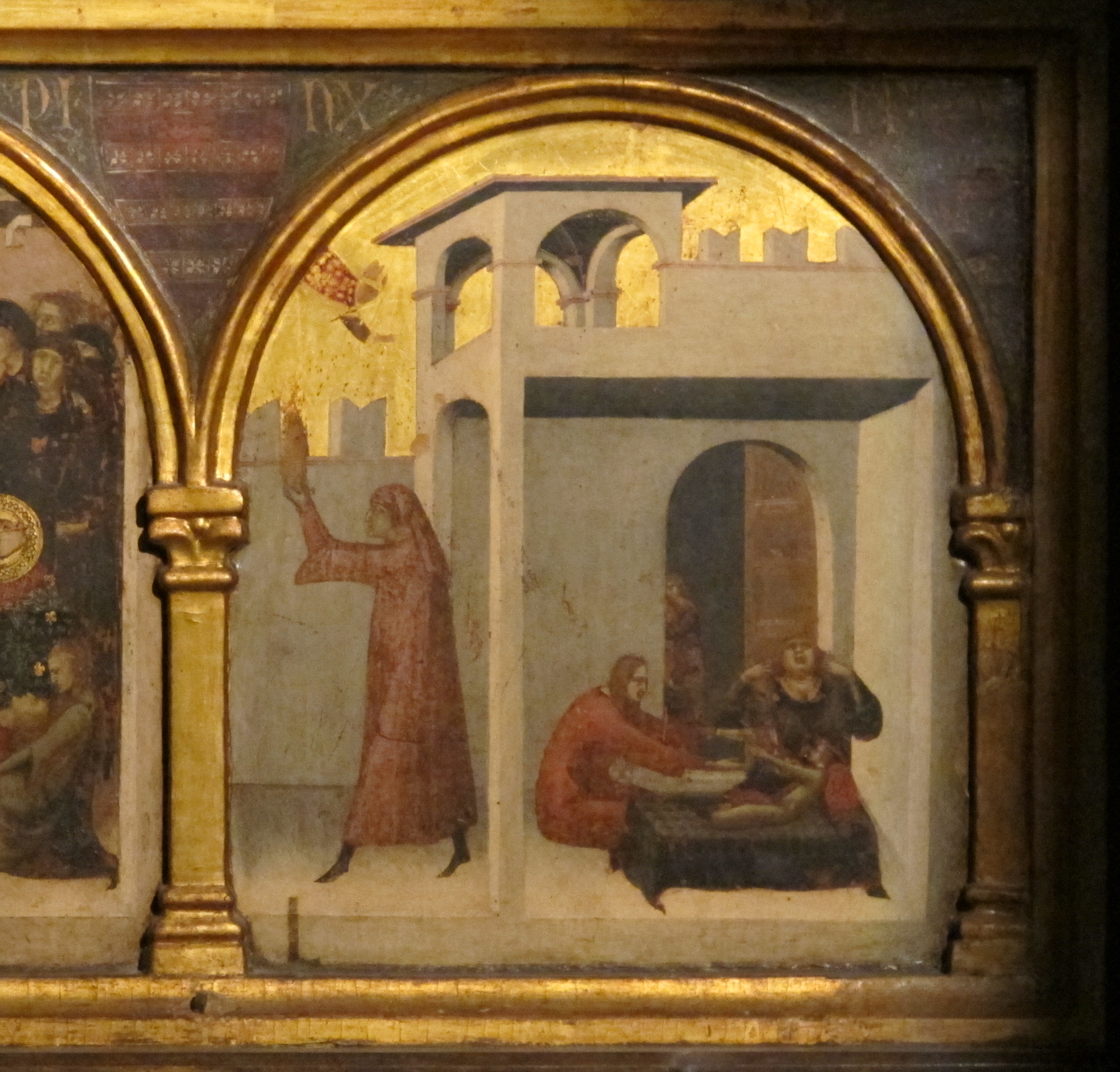
Lodewijk brengt een jongen opnieuw tot leven
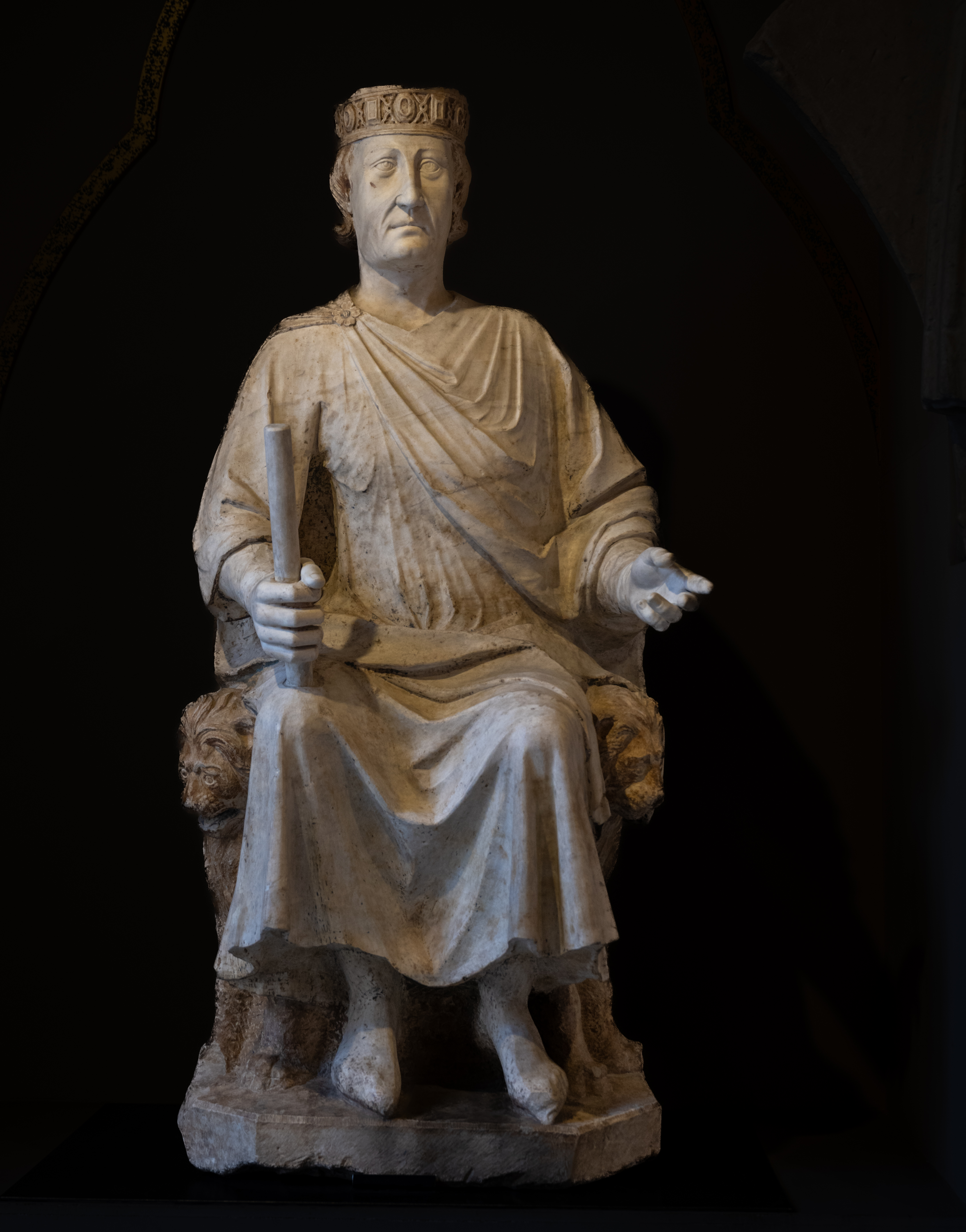
Standbeeld van Karel van Anjou